# Teodor Kasap

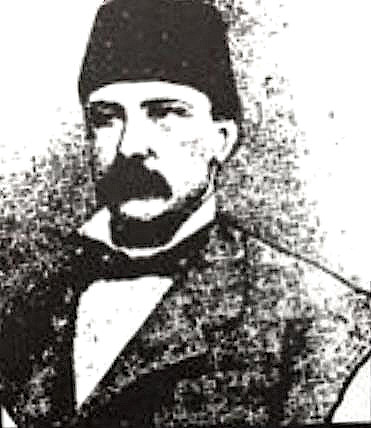
Theodor Kasap

Teodor Kasap (* 1835 in Kayseri, Osmanisches Reich; † 1897 in Istanbul) war ein griechischstämmiger Herausgeber und Satire-Autor. Er gab 1870 die erste türkischsprachige Satirezeitschrift, Diyojen, heraus.

## Leben
Nach dem Tod seines Vaters übersiedelte Kasap elfjährig nach Istanbul. Dort arbeitete er bei einem griechischen Händler und besuchte eine griechische Schule. Nach Ausbruch des Krimkrieges 1853 kam er über Kontakt mit einem französischen Offizier nach Frankreich, wo er bis 1856 studierte. Nach seiner Rückkehr nach Istanbul gab er Französisch-Unterricht und kam in Kontakt mit dem literarischen Zirkel der Stadt.
Am 24. November 1870 erschien die erste Ausgabe von Kasaps wöchentlicher Satire-Zeitschrift Diyojen („Diogenes“). Es war dies die erste türkischsprachige Satire-Zeitschrift der Türkei. Lediglich die bereits seit 1856 erschienene, armenischsprachige Meğu und die ebenfalls ab 1870 erschienene Satire-Beilage der Tageszeitung Terakki waren älter bzw. gleich alt. Die Zeitschrift wurde rasch für ihre Karikaturen und qualitativen Artikel bekannt. Neben Satirebeiträgen von unter anderen Namik Kemal und Ebüzziya Tevfik erschienen auch von Kasap angefertigte Übersetzungen französischer Literatur. Seine Übersetzung von Der Graf von Monte Christo war eine der ersten türkischen Übersetzungen eines französischen Romans. Die Zeitschrift bestand bis zum Januar 1873, als sie nach etwa 180 Ausgaben verboten wurde.
Kasap reagierte mit der Herausgabe neuer Satirezeitschriften: zunächst Çıngıralı Tatar („Der Bote mit den Schellen“), die von April bis Juli 1873 bestand, danach von Oktober 1873 bis Juni 1877 Hayal („Phantasie“ oder „Schattenspiel“). In den Karikaturen der Hayal traten wiederholt die Figuren des traditionellen osmanischen Schattentheaters, Karagöz und Hacivad, auf, was der Zeitschrift einen spezifisch osmanischen Charakter verlieh. Daran schloss auch die 1908 gegründete Satirezeitschrift Karagöz an. 1875 gab Kasap eine Zeit lang auch eine politische Tageszeitung, Istikbal, heraus. Die Jahre 1870 bis 1877 waren eine erste Blütezeit osmanischer Satirezeitschriften – insgesamt rund 20 wurden in diesen Jahren kurz- oder langfristig herausgegeben. Diese Phase endete am 8. Mai 1877, als das türkische Parlament Satirezeitschriften verbot. Für Kasap bedeutete 1877 darüber hinaus auch die Verurteilung zu einer dreijährigen Haftstrafe aufgrund der Veröffentlichung einer Zensur-kritischen Karikatur in Hayal. Er wurde unter der Bedingung freigelassen, keine satirischen Zeitschriften mehr herauszugeben. Kasap emigrierte daraufhin nach Europa. Nach mehreren Jahren wurde er von Sultan Abdülhamit II rehabilitiert und zur Rückkehr ins Osmanische Reich eingeladen. Kasap fand dort nun Anstellung in der Bibliothek des Sultans.
Neben seiner herausgeberischen Tätigkeiten beschäftigte sich Kasap auch als Theaterautor. Er schrieb sowohl eigene Stücke als auch Übersetzungen französischer Stücke, etwa von Molière.
Teodor Kasap war Freimaurer.